# Алексей Гусков
Алексей Генадиевич Гусков (на руски: Алексей Геннадьевич Гуськов) е съветски и руски актьор и кинопродуцент. Лауреат на Държавната награда на Русия (2002), народен артист на Русия (2007).

## Биография
Роден е на 20 май 1958 година в град Бжег, Ополско войводство, Полша, където баща му Генадий Гусков служи като военен летец. Преселва се със семейството си в Киев (1964), след година баща му загива при изпълнение на служебните си задължения.
След завършване на средното си образование заминава за Москва, където постъпва в престижното Московско висше техническо училище „Бауман“. Следва в продължение на почти 5 години, но през 1979 година напуска училището и постъпва в Актьорския факултет на Школа-студията на МХАТ (Московския художествен академичен театър), където се дипломира през 1983 година.
Играе като театрален актьор. Има над 70 роли в киното, включително в чужбина. Сред най-ярките му роли са:
- папа Йоан Павел II (2013) в италианския телевизионен филм Non avere paura. Un' amicizia con Papa Wojtyla;
- офицер-контрабандист в телесериала (2000) на Александър Мита (Александър Митта) „Граница. Роман в тайгата“ («Граница. Таёжный роман»), където Гусков е също и съпродуцент.

От 1994 г. Гусков е президент на анимационната студия «Ф. А. Ф. Интертейнмент» („Ф. А. Ф.“ е съкращение от «Фабрика анимационных фильмов»). Преподава 4 години в Школа-студията на МХАТ.